# Pierre Lacour
Pierre Lacour, conocido como Lacour père para diferenciarlo de su hijo, fue un pintor francés nacido en 1745 y fallecido en Burdeos en 1814.

## Biografía
Segundo Premio de Roma en 1769 (por detrás de Joseph Barthélémy Le Bouteux), Pierre Lacour fundó en 1801 el Museo de Bellas Artes de Burdeos, del que fue el primer conservador. Tuvo a su cargo, en 1802, la restauración del Palacio de Rohan (en la actualidad el Ayuntamiento de Burdeos).
Su autorretrato y una vista del puerto y los muelles de Burdeos se muestran en el museo. A su muerte, su hijo Pierre se hizo cargo de su puesto. Pierre-Nolasque Bergeret, Jean Alaux o Rosario Weiss, —que, según algunos autores, era hija ilegítima de Francisco de Goya— fueron sus alumnos.
Lacour está enterrado en el cementerio de la Chartreuse.

## Obra
- El puerto de Burdeos
- Etienne de Baecque
- Rene Augustin de Maupeou, canciller de Francia
- Retrato de Madame Pierre Guibert